# Siccia seriata
Siccia seriata là một loài bướm đêm thuộc phân họ Arctiinae, họ Erebidae.